# Лінгвістична відносність
Лінґвісти́чна відно́сність — концепція, тісно пов'язана з лінґвістичною філософією та герменевтикою що має за свою основу твердження про існування у кожній мові відмінних ознак, які є характерними лише для неї і не зустрічаються у інших мовах. Як наслідок, існування у кожній мові подібних особливостей, є прикладом індивідуальності, унікальності та певної відчуженості носіїв цієї мови як семантичної системи від носіїв інших систем. У той же час, оскільки семантика є способом вираження певного змісту, усе сказане вище про мову є водночас справедливим і про мислення, світогляд та світосприйняття педставників культури, у межах якої мова існує. Теорія лінгвістичної відносності є однією з варіацій гіпотези Сепіра-Ворфа.